# 25364 Allisonbaas
25364 Allisonbaas (tên chỉ định: 1999 TD26) là một tiểu hành tinh vành đai chính. Nó được phát hiện bởi dự án Nghiên cứu tiểu hành tinh gần Trái Đất Lincoln ở Socorro, New Mexico, ngày 3 tháng 10 năm 1999. Nó được đặt theo tên Allison Baas, an American educator ở Plankinton, South Dakota.